# بخش کالین وود (شهرستان میکر، مینه سوتا)
بخش کالین وود (به انگلیسی: Collinwood Township) یک منطقهٔ مسکونی در ایالات متحده آمریکا است که در شهرستان میکر، مینه‌سوتا واقع شده‌است.
 بخش کالین وود ۹۳٫۴ کیلومتر مربع مساحت و ۱٬۰۳۷ نفر جمعیت دارد و ۳۴۳ متر بالاتر از سطح دریا واقع شده‌است.